# Гомельський вагонобудівний завод
Гомельський вагонобудівний завод ім. М. І. Калініна — підприємство, яке спеціалізується на виготовленні й ремонті пасажирських вагонів для потреб залізниці, розташоване в місті Гомель, Білорусь. Входить до складу Білоруської залізниці.

## Історія
Завод було засновано в 1874 році, як паровозоремонтні майстерні Лібаво-Роменської залізниці. В 1929 році на базі майстерень було створено паровозоремонтний завод. Назва Гомельський вагоноремонтний завод від 1945 року.
Під час Другої світової війни обладнання заводу було вивезене на Уфимський паровозоремонтний завод.
В 1945 році у Гомелі відновився ремонт пасажирських вагонів і виготовлення запасних частин. Від 1959 року завод перейшов на ремонт цільнометалевих пасажирських вагонів.
В 1948—1957 роках завершується повне відновлення заводу, відбувається збільшення виробничих потужностей. МПС приймає рішення щодо спеціалізації заводу на ремонті цільнометалевих вагонів (ЦВМ). Опановується ремонт ЦВМ багажних, поштових, купейних.
В 1961—1967 роках створюється відділення з покриття поверхонь деталей вагонів.
В 1964 році створюється цех з розборки вагонів і комплектування деталей та вузлів, опалення заводу переводиться з парового на водне.
В 1977 році організовано самостійний інструментально-метизний цех. Незабаром здається в експлуатацію нова будівля транспортного цеху.
В 1980—1991 роках впроваджуються мережеві графіки ремонту вагонів, впроваджуються прогресивні технологічні процеси, опановується виготовлення непродовольчих споживчих товарів.
В 1991—1999 роках проводиться впровадження заходів з удосконалення виробництва в ринкових умовах, опановується виготовлення нових споживчих товарів.
Вжиті заходи з опанування нових виробничих потужностей дозволили від 1 січня 2002 року приступити до ремонту кузова пасажирських вагонів будівництва Тверського ВБЗ.
В 2000—2012 роках завод приступив до будівництва пасажирських вагонів спільно з Крюківським вагонобудівним заводом.
Через зміну специфіки виробництва назва підприємства у листопаді 2011 року завод було реорганізовано на ЗАТ «Гомельський вагонобудівний завод».

## Продукція
Гомельський ВБЗ виконує основний ремонт вагонів в обсязі деповського, заводського, капітального, капітально-відновлювального.
Здійснює ремонт понад 150 типів вагонів різного призначення, включаючи:
- 2-вісні і 4-вісні вагони: пасажирські, плацкартні, купейні, м'які, РІЦ, міжобласні, приміські;
- дефектоскопи: магнітні, ультразвукові та ін.;
- лабораторії: дефектоскопні, ваговимірювальні, флюорографічні, метеорологічні та ін.;
- станції: мостовипробовувальні; тонелеобслідувальні; водонасосні; радіостанції; електростанції та ін.;
- вагони спеціального призначення: поштові, багажні, поштово-багажні, банківські, службові, ресторани, кухні, лазні, аптеки, клуби, лікарські, санітарні, спецбагажні, зв'язку, цирку, техпропаганди і ін.

Гомельський вагоноремонтний завод єдиний в Республіці Білорусь виготовляє чавунні гальмівні колодки для пасажирських, вантажних вагонів і для мотор-вагонного рухомого складу. Опановано виготовлення гальмівної колодки типу РІЦ.